# My Band
«My Band» es un sencillo de hip hop lanzado el 2004 por la banda D12. Es el primer sencillo de su segundo álbum D12 World. La canción es una parodia de la noción falsa de que Eminem es el cantante más importante de su banda (my band) D12. El sencillo se convirtió en el sencillo más importante del grupo hasta la fecha, alcanzando el puesto #2 en el Reino Unido, #6 en Estados Unidos y #1 en Australia.

## Posición en las listas
| Lista (2004-2005)                    | Mejor posición |
| ------------------------------------ | -------------- |
| Australian Singles Chart             | 1              |
| Austrian Singles Chart               | 4              |
| Belgian Singles Chart (Flanders)     | 9              |
| Belgian Singles Chart (Wallonia)     | 15             |
| Finnish Singles Chart                | 16             |
| French Singles Chart                 | 23             |
| German Singles Chart                 | 2              |
| Irish Singles Chart                  | 2              |
| Italian Singles Chart                | 13             |
| Netherlands Singles Chart            | 2              |
| New Zealand Singles Chart            | 1              |
| Norwegian Singles Chart              | 1              |
| Swedish Singles Chart                | 9              |
| Swiss Singles Chart                  | 3              |
| UK Singles Chart                     | 2              |
| U.S. Billboard Hot 100               | 6              |
| U.S. Billboard Hot R&B/Hip Hop Songs | 26             |
| U.S. Billboard Hot Rap Tracks        | 7              |

- Datos: Q3868833